# Zelena Glava
Zelena Glava – najwyższy szczyt pasma górskiego Prenj, w Górach Dynarskich, na terytorium Bośni i Hercegowiny, na północ od Mostaru. 